# Veronica Gambara

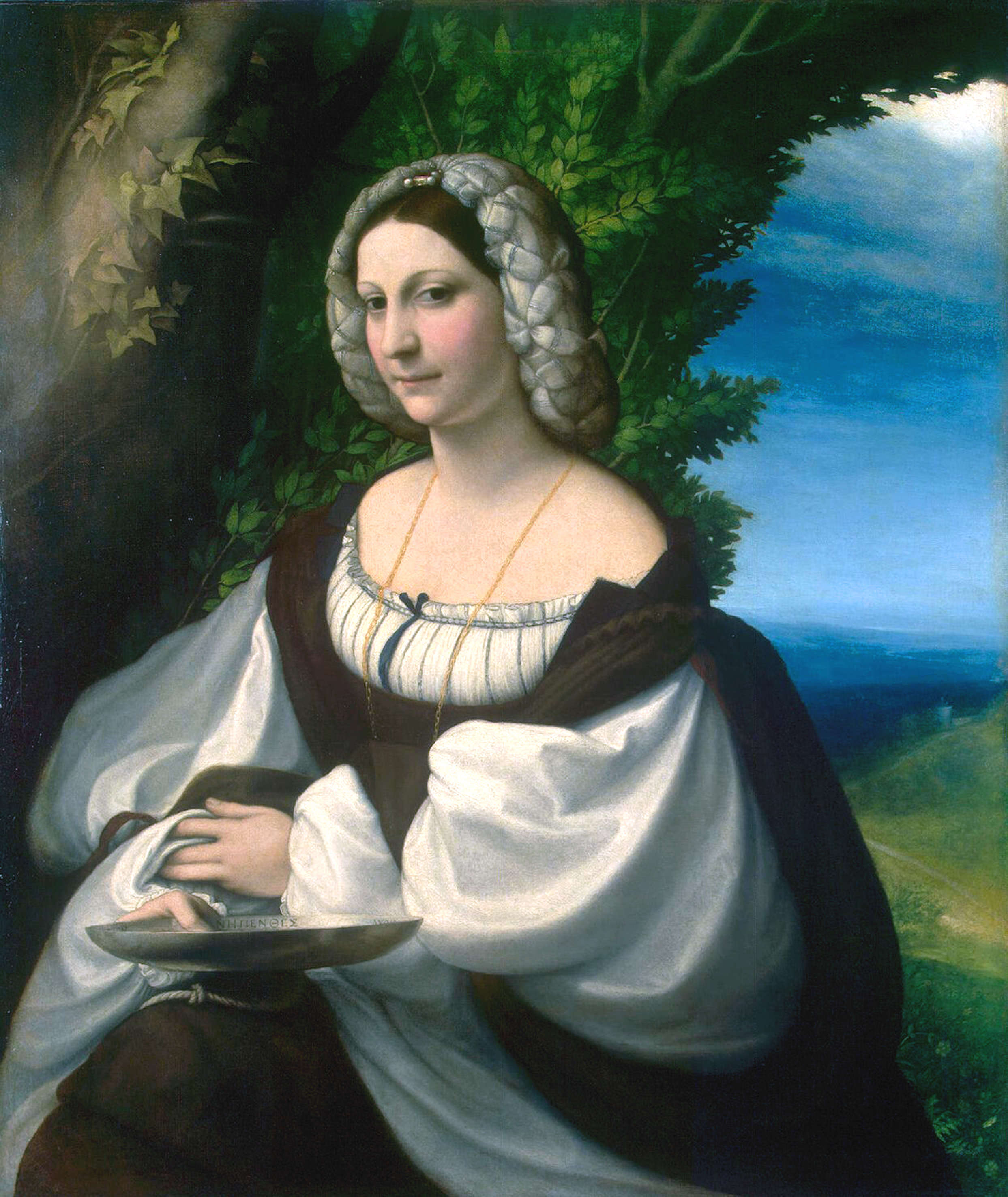
Veronica Gambara (1485-1550). Pintura de Antonio da Correggio sobre 1517-1520,Museo del Hermitage, San Petersburgo, Rusia.

Veronica Gambara (30 de noviembre de 1485 - 13 de junio de 1550) fue una poetisa italiana, estadista y líder política.

## Biografía
Verónica Gambara nació en el antiguo castillo de Pratalboino, (hoy Pralboino), la noche del 29 al 30 de noviembre de 1485, de una familia noble. Era hija de Alda dei Pio di Carpi y su esposo Gianfrancesco Gambara, dueño del feudo de Pratalboino. La pareja tuvo siete hijos: Uberto, Ippolito, Brunoro, Camillo, Veronica, Violante e Isotta. La familia Gambara tenía una importante tradición humanística: Pietro, el hermano de Gianfrancesco, era un erudito que tenía una imprenta, y Ginebra Nogarola, su madre, había sido elogiada por su conocimiento de Francesco Sansovino.
Gianfrancesco, amante de la literatura, permitió que su hija recibiera una excelente educación humanística, incluyendo el estudio de filosofía, teología, griego y latín. Es probable que los hijos de Gianfrancesco - y por lo tanto Verónica - tuvieran como maestro de gramática a Tomaso Ferante, que había introducido la imprenta en Ferrara y había trabajado con Pietro Gambara, cuando en 1493 el tío de Verónica había imprimió en Brescia un ensayo de Ferante sobre caballos. La niña vivió entre Pratalboino y Brescia.
Brescia era en ese momento una ciudad muy rica con elementos culturales en auge. Para las familias nobles era necesario comprometerse con la poesía y la conversación literaria. En este contexto, Verónica comenzó a escribir poesía en la adolescencia, imitando la manera de Petrarca y mostrando, al mismo tiempo, un talento notable y acento personal. Con Pietro Bembo, conocido de su padre por su actividad diplomática, comenzará una correspondencia de cartas y sonetos ya en 1502, continuando hasta la muerte del futuro cardenal. El primer texto de Verónica conservado es una carta a Isabel de Este del 1 de febrero de 1503, en el contexto de una correspondencia que fue capaz de acercarla a los valores humanistas.
Cuando alcanzó la edad matrimonial, los padres se dispusieron a buscar a un hombre que, por rango y riqueza, representara un partido digno. La elección recayó en Gilberto VII, Señor de Correggio, viudo de Violante Pico, sobrina del famoso humanista neoplatónico Giovanni Pico della Mirandola, con la que tuvo a su hija Constanza. En 1506 Francesco Munari, fue a Brescia para sellar el acuerdo matrimonial, pero para la boda era necesaria una dispensa papal porque la madre de Verónica estaba emparentada con su prometido. El matrimonio se celebró por poderes el 6 de octubre de 1508 en Brescia, mientras que el presencial, habiendo recibido la dispensa, se celebró privadamente en Amalfi al año siguiente.
Antes del matrimonio, los dos se conocieron por primera vez en marzo, en un contexto solemne. La novia partió de Pralboino para llegar a Correggio, donde fue recibida por Gilberto y varios representantes de las familias locales más influyentes, entre los que se encontraban personalidades como la hija de Bartolomeo Colleoni, Cassandra, Ginebra Rangoni (que acompañaron a su marido Giangaleazzo da Correggio, hijo de Nicolás II) y el joven pintor Antonio Allegri, que luego ganó fama internacional bajo el seudónimo de Correggio.
A pesar de ser un matrimonio concertado, éste resultó feliz y Verónica y su marido estaban realmente enamorados.
Se instaló en Correggio, donde Verónica logró aclimatarse fácilmente siendo apreciada por los ciudadanos y con los que estableció una buena relación desde el principio, en una tierra que ella también alabó en poesía. El 17 de enero de 1510 nació el primer hijo de Veronica y Gilberto, Ippolito, un hombre de armas; al año siguiente nació el segundo hijo Gerolamo, nacido el 27 de febrero de 1511, futuro cardenal.
Verónica fue una excelente dama, que supo hacer buen uso de la libertad dada a su intelecto y su talento poético escribiendo versos refinados y elegantes que recibieron el reconocimiento de sus contemporáneos literarios y que brilló en la literatura italiana. Sobre todo, puso un acento moralizante, suavizando la gravedad de las cosas, se deslizó a través de la gracia de un razonamiento a la calma, de lenguaje noble, pero no artificial.
Los versos de Verónica fueron muy admirados entre las personalidades ilustres, por Giacomo Leopardi, Antonio Allegri y Rinaldo Corso. Además de las Rimas, se conservan sus Cartas, donde aparece una Verónica viva y atenta que participa activamente en la vida cultural y política de su tiempo.
Desde 1518, tras la muerte de su esposo, se ocupó de los asuntos del estado de Correggio, que gobernó con considerable habilidad y determinación hasta su muerte, ocurrida en 1550.

## Obras
- Rime della Signora Lucrezia Marinella, Veronica Gambara et Isabella della Morra, con giunta di quelle fin'ora [sic] raccolte della Signora Maria Selvaggia Borghini, Napoli: Bulifon 1693
- Lettere
- Occhi lucenti e belli, dal Terzo Libro dei Madrigali a cinque voci di Luca Marenzio, Venezia, 1582.
- Le Rime, a cura di A. Bullock, Firenze, Olschki, 1995 ISBN 978-88-222-4308-9